# Округ Вејн (Небраска)
Округ Вејн (енгл. Wayne County) је округ у америчкој савезној држави Небраска.

## Демографија
По попису из 2010. године број становника је 9.595, што је 256 (-2,6%) становника мање него 2000. године.
| Група             | 2000.         | 2010.         |
| Белци             | 9.475 (96,2%) | 8.893 (92,7%) |
| Афроамериканци    | 93 (0,9%)     | 129 (1,3%)    |
| Азијати           | 34 (0,3%)     | 48 (0,5%)     |
| Хиспаноамериканци | 146 (1,5%)    | 401 (4,2%)    |
| Укупно            | 9.851         | 9.595         |